# Anastasio Alfaro

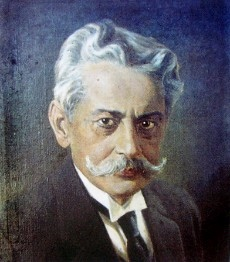
Porträt von Anastasio Alfaro (1932) von Emil Span (1869–1944)

Anastasio Alfaro (* 16. Februar 1865 in Alajuela, Costa Rica; † 20. Januar 1951 ebenda) war ein costa-ricanischer Museumsdirektor, Archäologe, Geologe, Ethnologe und Zoologe.

## Leben und Wirken
Alfaro stammt aus einer Familie von wohlhabenden Landbesitzern. Im jungen Alter verlor er seine Mutter. Sowohl in der Grundschule als auch im Instituto de Alajuela galt Alfaro als ausgezeichneter Schüler. Seit seiner Kindheit sammelte er Vögel, Insekten, Mineralien und Pflanzen. Einer seiner Professoren, Léon Fernández, motivierte ihn, sich der naturkundlichen und historischen Forschung zuzuwenden. Er studierte zunächst am  Instituto Nacional in San José und erlangte 1883 seinen Bachelor of Arts an der Universidad de Santo Tomás. Anschließend graduierte er zum Doktor der Rechte. Er absolvierte zwar ein Praktikum, arbeitete später jedoch nie als Rechtsanwalt.
1885 richtete er eine Petition an den costa-ricanischen Präsidenten Bernardo Soto Alfaro mit der Aufforderung, ein Nationalmuseum zu gründen. Später reiste er zur Smithsonian Institution nach Washington, D.C., um den besten Weg zur Konkretisierung seiner Idee zu diskutieren. Unter dem Einfluss von Henri Pittier und mit der Unterstützung von Alfaros Mentor José Zeledón (1846–1923) wurde das Nationalmuseum von Costa Rica im Mai 1887 gegründet und Alfaro zum ersten Direktor ernannt. Diese Position hatte er bis 1930 inne, mit Ausnahme der Jahre 1917 und 1918, wo er ein Sekretärsamt im Bildungsministerium bekleidete.
Obwohl Alfaro Wissenschaften studiert hatte, war er in erster Linie Autodidakt. 1888 übersetzte er auszugsweise William Botting Hemsleys Werk Biologia Centrali-Americana ins Spanische und stellte damit das erste umfangreiche Inventar der Flora Costa Ricas auf, das 2018 Arten von Samenpflanzen und Farnen umfasst. Im Juni 1898 ging er gemeinsam mit Pittier auf eine Expedition auf die Galapagos-Inseln. Ende des 19. Jahrhunderts entdeckte er das Nationalmonument Guayabo, ein bedeutendes Kulturdenkmal in Costa Rica.

## Dedikationsnamen
Nach Alfaro sind die Fischart Cribroheros alfari (früher „Cichlasoma“ alfari), die Ameisenart Cephalotes alfaroi, die Säugetierarten Handleyomys alfaroi, Microsciurus alfari und Sigmodontomys alfari, die Salamanderart Oedipina alfaroi, die Kolibriart Saucerottia [= Amazilia] alfaroana (aktuell als Synonym der Blaukappenamazilie (Amazilia cyanifrons) betrachtet) sowie die Unterart Habia rubica alfaroana der Karminameisentangare benannt. Die Anolisart Anolis alfaroi ist hingegen nach dem kubanischen Herpetologen Emilio Alfaro benannt.
Die Pflanzengattungen Alfaroa Standl. 1927 und Alfaropsis Iljinsk. 1993 aus der Familie der Walnussgewächse (Juglandaceae) sind zu Ehren von Anastasio Alfaro benannt worden.

## Schriften (Auswahl)
- Lista de las plantas encontradas hasta ahora en Costa Rica (1888)
- Entología centro-americana (1892)
- Catálogo de las antigüedades de Costa Rica exhibidas (1892)
- Antigüedades de Costa Rica (1896)
- Arqueología Criminal Americana (1906)
- Buenas construcciones (1911)
- Investigaciones Científicas (1935)
- El Delfín de Corubicí (1923)
- Petaquilla (1917)